# 苗逢澍
苗逢澍（1916年—1991年10月3日），山西襄垣大黄庄村人。中华人民共和国政治人物。

## 生平

### 民国时期
1937年4月，在长治县中学加入“山西牺盟会”，并当选为该校牺盟会的负责人。抗日战争爆发后，赴太原参加“第二战区民族革命战争战地总动员委员会”，同年10月，派往兴县开展抗日活动，先后任该县三区“动委会”主任、牺盟会区协理员、秘书、特派员等职。同年12月加人中国共产党。此后，历任兴县二区区委委员、县委组织部长兼社会部长、岚县县委书记、晋绥一地委组织部部长。第二次国共内战期间，被调到晋绥五地委工作，先后任地委组织部长、山阴县委书记。

### 人民共和国时期
中华人民共和国成立后，随军进入四川。1950年3月18日，经中共西康省委研究，中共中央西南局批准，中共康定地方委员会在雅安正式成立，康定地委由苗逢澍、樊执中、李占林、李春芳、白雪峰、乔志敏、沙纳等7人组成。他任中共西康区党委委员兼康定地委书记、军分区政委、军管会主任，负责开辟新区和支援解放军进军西藏。同年4月，负责筹建西康省藏族自治区。1954年，调任西康省委副书记、省政协主席，参与领导藏彝区民主改革和平息叛乱等工作。
1955年，西康省与四川省合并，任中共四川省委常委、省民工委书记、省监委书记。1959年12月至1963年8月，担任农业机械厅厅长。后担任手工业厅长、化工厅长。1962年兼任水利电力厅厅长、党组书记期间，深入调查研究，总结经验，协助四川省委制定水利、水电方针和总体规划，并参与组织领导了兴建玉溪河、升钟、三岔等水利工程。文化大革命中，苗逢澍遭到诬陷和迫害。1974年11月至1976年10月，担任四川省水利局局长。1976年10月至1982年，担任四川省水利电力厅厅长。1983年，退居二线，当选为中共四川省顾问委员会常委。1991年10月3日，病故于四川省人民医院，享年76岁。